# Període Hakuhō

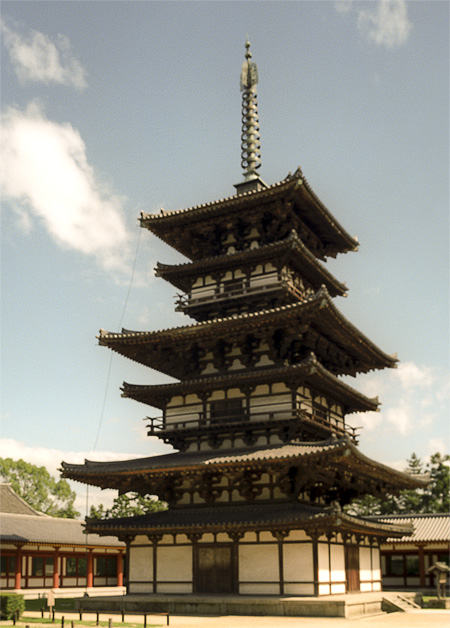
Pagoda a Yakushi-ji, un temple budista bastit durant el període Hakuhō.

El Període Hakuhō  (白鳳時代, Hakuhō jidai, lit. "període del fènix blanc") va ser una era japonesa (年号,, nengō,, lit. "nom d’any") no oficial de l'Emperador Tenmu, després del Hakuchi i després del Suchō. La seva curta durada va perllongar-se entre els anys 673 als 686.
El període Hakuhō es fa servir més sovint com a terme general que descriu un rang més extens d’anys.

## Història de l’art
Hakuhō es fa servir convencionalment per a identificar un període artístic ampli de finals del segle VII i principi del segle viii. Aquest terme es fa servir principalment en la història de l’art i va ser introduït l’any 1910 en l’Exposició Nipona-Britànica d’aquell any.
En el context històric general, el període Asuka s’entèn que ensolapa el període Hakuhō, i que el Hakuhō es pot entendre que és seguit pel període Tempyō en la història de l’art.
El període Hakuhō va estar marcat per la ràpida expansió del Budisme al Japó. Artísticament aquest període va estar influenciat directament per la Dinastia Sui i la Dinastia Tang, i influenciat indirectament pel llegat en art de l'Imperi Gupta de l’Índia.
Amb les Reformes Taika, aquest període va canviar les estructures del govern més burocràticament seguint els models de la Xina. La primera capital imperial permanent es va establir a Fujiwara-kyō el 694.
Centernars de temples budistes del Japó es van bastir durant el període Hakuhō, incloent Kawara-dera, Daikandai-ji i Yakushi-ji a Fujiwara-kyō, en estils que mostren considerable influència de la Dinastia Tang xinesa. Quan va desaparèixer el regne de Baekje l’any 660, els refugiats es van naturalitzar la Japó i van tenir un gran paper en el disseny i la construcció d’aquests temples.
En aquella època els materials principals per a construir els temples eren la pedra i el bronze; tanmateix, al Japó es va fer servir també molt la fusta que ja es feia servir en escultures